# 范和富
范和富 MLA（1959年7月23日—），加拿大政治人物，1991年-2001年和2005年至今以卑詩新民主黨黨員身份擔任卑詩省議會議員，並曾在該黨執政期間出任數項內閣廳長職務，當中從2021年-2024年間為第15任卑詩省副省長。他現為卑詩省運輸及公共交通廳長。

## 生平
范和富於英國貝賓頓出生，後移居加拿大，在卑詩省高貴林港長大。他於西門菲沙大學修讀地理，從該校取得文學士學位，從政前曾供職於加拿大太平洋鐵路、石油和伊薩山礦業等企業。他曾於1980年代三度當選高貴林港市議員，並曾任滿地寶—高貴林選區國會議員堅偉度的行政助理。
1991年省選，他代表卑詩新民主黨競逐新成立的高貴林港選區省議會議席並告當選，首度出任省議員，再於1996年省選連任。他於1997年獲省長簡嘉年委入內閣，出任城鎮事務及房屋廳長。1998年他調任就業及投資廳長兼專責房屋廳長，並於1999年苗禮義繼任省長後留任原有職務。杜新志於2000年2月就任省長後調派范和富出任衛生廳長兼專責長者事務廳長；范和富再於同年11月調任社會發展及經濟安全廳長。
高貴林港選區於2001年省選前改組成高貴林港—伯克山選區，范和富在該區尋求連任。然而新民主黨受連串醜聞影響而民望低落，最終在該屆省選大敗。范和富亦未能倖免，在高貴林港—伯克山選區敗予自由黨候選人文翰士。落選後他加入美國非政府組織美國國際民主協會，2001年-04年間在巴爾幹半島和伊拉克等地作業。
他於2005年省選捲土重來，為新民主黨取回高貴林港—伯克山選區議席，並於2009年省選在重新成立的高貴林港選區連任，再於2013年、2017年、2020年和2024年省選中連任該區省議員。隨著新民主黨黨魁詹嘉路於2010年12月宣佈離任，范和富於2011年1月宣佈競逐該職，但於同年4月舉行的黨魁選舉中在第三輪投票敗予狄德安。
2013年省選，新民主黨失掉選前優勢無緣上台執政，狄德安遂於同年9月18日宣佈辭任黨魁。范和富和賀謹同於2014年3月宣佈競選黨魁，但後者旋即獲多名新民主黨省議員支持。賀謹再於4月初獲三名代表三聯市選區的新民主黨省議員支持，促使同樣來自三聯市的范和富宣布棄選。賀謹遂自動當選黨魁，並委任范和富為省議會反對黨首席議員。
2017年省選過後，新民主黨在卑詩綠黨支持下籌組少數政府。范和富獲新任省長賀謹委任入閣為公共安全及法務廳長，同年7月18日宣誓就任。2020年省選新民主黨贏取多數政府，連任議員的范和富亦留任上述廳長職務。賀謹於2021年10月28日表示發現喉嚨長有腫塊，並於翌日進行手術切除，為謹慎起見而委派眾新民主黨省議員中資歷最深的范和富出任懸空近一年的副省長職務。尹大衛於2022年接替賀謹出任省長後，范和富在其內閣中保留原職。
2024年省選後，范和富在尹大衛內閣中改任運輸及公共交通廳長，而副省長職務則由利莎瑪接任。

## 個人生活
范和富於2011年競選黨魁時確認其同性戀身份，當時已與其伴侶道格共處22年。

## 外部連結
- （英文）卑詩新民主黨網站 范和富分頁 （页面存档备份，存于）
- （英文）卑詩省議會網站 范和富議員簡介 （页面存档备份，存于）